# Anestetico
L'anestetico è una classe di farmaci ampia ed eterogenea che ha la capacità di indurre anestesia, cioè la perdita reversibile della sensibilità.
Possono essere divisi in due grandi classi: gli anestetici generali, che provocano una perdita reversibile della coscienza, ma non analgesia, e gli anestetici locali, che causano una perdita reversibile di sensibilità dolorifica in una regione limitata del corpo senza perdita di coscienza.
Nelle moderne pratiche anestetiche viene usata una grande varietà di farmaci, molti di essi sono usati raramente al di fuori dell'anestesia, mentre altri sono comunemente somministrati in vari campi dell'assistenza sanitaria. Gli anestetici sono spesso utilizzati in combinazioni, visti i loro effetti terapeutici sinergici e additivi (che possono far aumentare anche gli effetti avversi).
Gli anestetici si distinguono dagli analgesici perché questi ultimi bloccano gli stimoli dolorosi senza alterare il tatto, utilizzando un meccanismo di tipo antinfiammatorio, mentre gli anestetici, con meccanismi diversi, agiscono sul sistema nervoso.

## Anestetici locali
Gli anestetici locali si riconoscono dal suffisso "–caina". Gli agenti anestetici locali impediscono la trasmissione degli impulsi nervosi senza indurre uno stato di incoscienza. Agiscono legandosi in modo reversibile ai canali del sodio delle fibre nervose, impedendo al sodio di entrare all'interno delle cellule, prevenendo la propagazione del potenziale d'azione. Gli anestetici locali possono essere esteri o di ammidi. Gli esteri (come procaina, ametocaina, cocaina, benzocaina, tetracaina) non sono stabili in soluzione, hanno un'azione rapida, vengono metabolizzati rapidamente dalle colinesterasi nel plasma sanguigno o nel fegato e inducono più frequentemente reazioni allergiche. Le ammidi (come lidocaina, prilocaina, bupivicaina, levobupivacaina, ropivacaina, mepivacaina, ed dibucaina) in genere sono stabili al calore, e hanno con una lunga durata di conservazione (circa due anni). Le ammidi hanno un'insorgenza più lenta e un'emivita più lunga rispetto agli anestetici esteri e sono in genere miscele racemiche, ad eccezione della levobupivacaina (che è S) e della ropivacaina (S). Le ammidi sono utilizzate in anestesia regionale, epidurale o spinale, vista la loro maggiore durata d'azione, che fornisce un'adeguata analgesia durante la chirurgia, il travaglio o per un sollievo sintomatico. Solo gli agenti anestetici locali privi di conservanti possono essere iniettati per via intratecale.
- Ametocaina
- Cocaina
- Lidocaina
- Prilocaina
- Bupivacaina
- Levobupivacaina
- Ropivacaina
- Mepivacaina
- Dibucaina
- Diperodone

## Anestetici generali
Gli anestetici generali sono una classe eterogenea di farmaci che, con diverso meccanismo d'azione (in alcuni casi non ancora ben chiarito), sono in grado di deprimere il sistema nervoso centrale privandolo dello stato di coscienza.

### Anestetici generali volatili
Gli agenti anestetici volatili sono liquidi organici appositamente formulati che evaporano rapidamente, e vengono somministrati per inalazione per indurre o mantenere l'anestesia generale. L'ossido nitroso e lo xeno sono gas a temperatura ambiente e non liquidi, quindi non vengono considerati anestetici volatili.
L'anestetico volatile ideale dovrebbe essere non infiammabile, non esplosivo e liposolubile. Dovrebbe possedere una bassa solubilità nel sangue, non essere tossico ed avere minimi effetti collaterali, infine non dovrebbe essere metabolizzato e non dovrebbe essere irritante per le vie respiratorie del paziente. Nessun agente anestetico attualmente in uso soddisfa tutti questi requisiti, quindi nessun agente anestetico può essere considerato totalmente sicuro. Esistono rischi intrinseci e interazioni farmacologiche specifiche per ogni paziente.
Gli agenti più diffusi attualmente sono l'isoflurano, il desflurano, il sevoflurano e l'ossido di azoto. Possono essere usati da soli o in combinazione con altri farmaci per mantenere l'anestesia.

In teoria, qualsiasi agente anestetico volatile può essere utilizzato per indurre l'anestesia generale. Tuttavia, la maggior parte degli anestetici alogenati sono irritanti per le vie respiratorie, e inducono tosse, laringospasmo e altri effetti collaterali. 
- Desflurano
- Enflurano
- Alotano
- Isoflurano
- Metossiflurano
- Sevoflurano

### Agenti endovenosi (non oppioidi)
Ci sono molti farmaci che possono essere utilizzati per via endovenosa al fine di produrre anestesia o sedazione.
- I barbiturici come tiopentale e metoesital, hanno un'azione ultra breve e vengono utilizzati per indurre e mantenere l'anestesia. Sebbene producano incoscienza, non forniscono analgesia (sollievo dal dolore) e devono essere usati con altri farmaci.[2]
  - Amobarbital
  - Metoesital
  - Tiamilal
  - Tiopental
- Le benzodiazepine:possono essere utilizzate per la sedazione prima o dopo l'intervento chirurgico e per indurre e mantenere l'anestesia generale. Quando si usano benzodiazepine per indurre l'anestesia generale, si preferisce il midazolam. Le benzodiazepine vengono utilizzate anche per la sedazione durante le procedure che non richiedono l'anestesia generale. Come i barbiturici, le benzodiazepine non hanno proprietà antidolorifiche.[2]
  - Diazepam
  - Lorazepam
  - Midazolam
- Propofol è uno dei farmaci endovenosi più usati per indurre e mantenere l'anestesia generale. Può essere usato anche per dare sedazione durante le alcune procedure mediche o in terapia intensiva. Come gli altri agenti sopra menzionati, rende i pazienti incoscienti senza produrre analgesia.[2]
- La ketamina è usata raramente in anestesia, solo in casi di emergenza, perché provoca allucinazioni.[3] A differenza dei farmaci anestetici endovenosi precedentemente menzionati, la ketamina produce un profondo sollievo dal dolore, anche a dosi inferiori a quelle che inducono l'anestesia generale.[2] Inoltre, diversamente dagli altri agenti anestetici riportati, in cui i pazienti subiscono un'anestesia simile al normale sonno, i pazienti che assumono ketamina cadono in uno stato catalettico, caratterizzato da un'analgesia profonda, occhi aperti e mantenimento di numerosi riflessi.[2]
- L'etomidato viene usato nei pazienti con malattie cardiopolmonari.[2]